# Hietajärvi (sjö i Pertunmaa, Södra Savolax)
Hietajärvi är en sjö i kommunen Pertunmaa i landskapet Södra Savolax i Finland. Sjön ligger 122,1 meter över havet. Arean är 67 hektar och strandlinjen är 6,37 kilometer lång. Sjön  ingår i Kymmene älvs huvudavrinningsområde.   Den ligger omkring 51 kilometer väster om S:t Michel och omkring 170 kilometer norr om Helsingfors. 
I sjön finns ön Pajusaari. 